# 陸鰲 (正德進士)
陸鰲（1483年—？），字伯載，號弘斋，直隸蘇州府崑山縣人，民籍，明朝政治人物。

## 生平
正德五年（1510年）庚午科應天府鄉試第九十五名舉人。正德十二年丁丑科會試第一百四十六名，十六年（1521年）中式辛巳科第三甲第一百二十三名進士。兵部观政，授大理寺右评事，改南京，又调北京，升寺副，嘉靖九年（1530年）三月升光禄寺丞，十年五月以病請告，令致仕。

## 家族
曾祖陸瓊；祖父陸鑄，曾任義官；父陸楠，母龔氏。具庆下。弟陸鲸。